# Роблес, Эмманюэль
Эмманюэ́ль Робле́с (фр. Emmanuel Roblés; 1914—1995) — французский писатель, поэт, драматург и публицист, член Гонкуровской академии.

## Биография
Родился 4 мая 1914 года в Оране, Алжир, в семье рабочего-каменщика и прачки. Не завершив образования, занялся профессией репортёра. Благодаря ей объездил страны Дальнего Востока, Латинской Америки и Центральной Европы, многое повидал и пережил. В 1937 году познакомился и подружился с Альбером Камю. Воевал на стороне республиканских войск против фашистов Ф. Франко в Испании, во время Второй мировой работал военным корреспондентом в частях французской авиации в Италии.
Как президент ПЕН-клуба Северной Африки вёл большую общественную работу и в то же время возглавлял издание библиотеки «Медитерране», которая знакомила читателей с наиболее успешными произведениями молодых писателей Алжира и других стран Средиземноморья. Здесь публиковались книги Мулуда Ферауна, зверски убитого бандитами ОАС, Мухаммеда Диба, автора известной советским читателям повести «Африканское лето», Монго Бети и мн. др. У самого Роблеса было издано около двадцати книг, большинство из которых было переведено на многие языки и выдержало по нескольку изданий.
В 1948 году Эмманюэль Роблес был удостоен премии «Фемина». С 1973 он член Гонкуровской академии.
Умер 22 февраля 1995 года близ Парижа, в Булонь-Бийанкуре.

## Творчество
Первое значительное произведение Эмманюэля Роблеса, роман «Действие» (L’Action), вышло из печати в 1937 году. Среди последующих его книг более всего выделяются романы «Это называется зарей» (Cela s’appelle), «Ножи» (Les Couteaux), «Труд человеческий» (Travail d’homme), «Везувий» (Vésuve), сборники новелл «Лицом к лицу со смертью» (La Mort en face), «Ночи над миром» (Nuits sur le monde), а также замечательный своей глубиной очерк о жизни и творчестве великого испанского поэта Федерико Гарсиа Лорки, расстрелянного фашистами в 1936-м.
В 1943 году был опубликован роман «Труд человеческий», который писатель посвятил своему отцу, умершему от тифа незадолго до рождения Эмманюэля. Книга получила Большую литературную премию Алжира, а два года спустя — Популистскую премию в Париже. В этом произведении впервые проявился интерес Роблеса к волевым человеческим характерам, противостоящим абсурду окружающей действительности. Данную тематику писатель развивал во многих последующих своих творениях.
Та же идея заложена и в романе «На городских холмах» (Les Hauteurs de la ville), над которым Роблес трудился в течение 1946—1947 гг. Его персонаж Смайл бен Лахдар — представитель тысяч и тысяч африканских парней, которые, сознавая справедливость социального возмездия, вырвались «из кромешного мрака окутывавшей их ночи» и поднялись на борьбу. События этого романа разворачиваются в Африке времён Второй мировой войны. В тот период (конец 1942 — начало 1943 года) Алжиром управляли фашистские захватчики и вся власть в стране принадлежала многочисленным немецко-итальянским «комиссиям по перемирию». Эти «комиссии» осуществляли варварское ограбление местного населения, вывозя в Германию и Италию руду, фосфаты, ценные металлы, продовольствие, разрушая экономику Алжира и обрекая арабов на голодную смерть. В стране тогда царили террор и насилие, за неповиновение фашисты отправляли алжирцев в тюрьмы и концлагеря, а наиболее непокорных уничтожали физически.
Роман «Это называется зарей» повествует о романтической любви, которая развивается на фоне детективного сюжета (был экранизирован выдающимся режиссёром Луисом Бюнюэлем). Роман «Морская прогулка» (La Croisièr) — об участнике Второй мировой войны, который не в состоянии найти себе место в мирной жизни; «Однажды весной в Италии» (Un printemps d’Italie) — волнующий рассказ о совместной борьбе французских и итальянских антифашистов; роман «Половодье» (La Remontée du fleuve) — об Алжире, об отчаянном нигилизме юных…
Обладая многосторонним писательским талантом, Роблес внёс немалый вклад и в современную драматургию. Сценические постановки его пьес «Правда умерла», «Часы», «Порфирио» были очень тепло приняты зрителями. Особенным успехом пользовался его шедевр «Монсерра» (Montserrat). В этой пьесе, написанной в 1948 году, Роблес напомнил людям историю о честном и мужественном испанском офицере Монсерра, отказавшемся выдать колониальным властям Симона Боливара, который в начале XIX века возглавлял освободительную борьбу колоний Латинской Америки против испанской короны.
Какую бы книгу Эмманюэля Роблеса ни взял читатель, всюду он ощущает присутствие самого автора, будто писатель сам был вовлечён в события своего произведения. Вместе с Сержем Лонгеро, героем романа «Везувий», Роблес мучается вопросом выбора между личным счастьем и общественным долгом, вместе с Монсерра совершает моральный подвиг, вместе с патриотом Смайлом ведёт непримиримую борьбу с угнетателями. Всё это делает произведения Роблеса исключительно правдивыми, а порой и исторически достоверными. А ещё их отличают идеалы свободы и справедливости, любовь к человеку и невероятный оптимизм.